# Der Alte
Il commissario Köster, Il commissario Kress, Il commissario Herzog, Il commissario Voss, Il commissario Bergmann (Der Alte; lett. "Il vecchio") è una serie televisiva poliziesca tedesca trasmessa dal 1977 sul canale ZDF.

## Trama
Un commissario della Kripo di Monaco di Baviera, che nella prima serie del 1977 è Erwin Köster (interpretato da Siegfried Lowitz), indaga su crimini commessi in città e dintorni nel Land della Baviera.

## Episodi
| Stagione                     | Episodi | Prima TV Germania | Prima TV Italia |
| ---------------------------- | ------- | ----------------- | --------------- |
| Prima stagione               | 9       | 1977              | 1986            |
| Seconda stagione             | 13      | 1978              | 1986            |
| Terza stagione               | 13      | 1979              |                 |
| Quarta stagione              | 12      | 1980              |                 |
| Quinta stagione              | 8       | 1981              |                 |
| Sesta stagione               | 10      | 1982              |                 |
| Settima stagione             | 10      | 1983              |                 |
| Ottava stagione              | 12      | 1984              |                 |
| Nona stagione                | 12      | 1985              |                 |
| Decima stagione              | 12      | 1986              |                 |
| Undicesima stagione          | 12      | 1987              |                 |
| Dodicesima stagione          | 12      | 1988              |                 |
| Tredicesima stagione         | 10      | 1989              |                 |
| Quattordicesima stagione     | 11      | 1990              |                 |
| Quindicesima stagione        | 11      | 1991              |                 |
| Sedicesima stagione          | 11      | 1992              |                 |
| Diciassettesima stagione     | 11      | 1993              |                 |
| Diciottesima stagione        | 11      | 1994              |                 |
| Diciannovesima stagione      | 11      | 1995              |                 |
| Ventesima stagione           | 11      | 1996              |                 |
| Ventunesima stagione         | 11      | 1997              |                 |
| Ventiduesima stagione        | 10      | 1998              |                 |
| Ventutreesima stagione       | 8       | 1999              |                 |
| Ventiquattresima stagione    | 12      | 2000              |                 |
| Venticinquesima stagione     | 11      | 2001              |                 |
| Ventiseiesima stagione       | 9       | 2002              |                 |
| Ventisettesima stagione      | 11      | 2003              |                 |
| Ventottesima stagione        | 10      | 2004              |                 |
| Ventinovesima stagione       | 8       | 2005              |                 |
| Trentesima stagione          | 4       | 2006              |                 |
| Trentunesima stagione        | 8       | 2007              |                 |
| Trentaduesima stagione       | 12      | 2008              |                 |
| Trentatreesima stagione      | 5       | 2009              |                 |
| Trentaquattresima stagione   | 4       | 2009              |                 |
| Trentacinquesima stagione    | 4       | 2010              |                 |
| Trentaseiesima stagione      | 8       | 2012              | 2015            |
| Trentasettesima stagione     | 8       | 2013              |                 |
| Trentottesima stagione       | 8       | 2014              |                 |
| Trentanovesima stagione      | 10      | 2015              | 2019-2020       |
| Quarantesima stagione        | 5       | 2016              |                 |
| Quarantunesima stagione      | 8       | 2017              |                 |
| Quarantaduesima stagione     | 7       | 2018              | 2021            |
| Quarantatreesima stagione    | 9       | 2019              | 2022            |
| Quarantaquattresima stagione | 8       | 2020              | 2024            |
| Quarantacinquesima stagione  | 8       | 2021              |                 |
| Quarantaseiesima stagione    | 8       | 2022              |                 |
| Quarantasettesima stagione   | 8       | 2023              |                 |
| Quarantottesima stagione     | 9       | 2024              |                 |
| Quarantanovesima stagione    | 8       |                   |                 |
| Cinquantesima stagione       | 8       |                   |                 |

## Produzione
La serie è erede di un'altra serie televisiva tedesca, Der Kommissar. Il 12 gennaio 1986, dopo 100 episodi, viene trasmesso il primo episodio della decima stagione, l'ultimo con il commissario Erwin Köster (Siegfried Lowitz). Dal secondo episodio della decima stagione, il nuovo protagonista della serie è il commissario Leo Kress (Rolf Schimpf). Nel 2008, dal primo episodio della trentaduesima stagione, il nuovo protagonista della serie è il commissario Rolf Herzog (Walter Kreye). Un nuovo cambio di protagonista avviene nella trentaseiesima stagione dove il ruolo viene ricoperto dal commissario Richard Voss (Jan-Gregor Kremp). Dal 2023 Thomas Heinze è il nuovo commissario Bergmann.

## Distribuzione
Nell'edizione italiana la serie ha cambiato nome in base al protagonista:
- Il commissario Köster (1977-1985)
- Il commissario Kress (1986-2007)
- Il commissario Herzog (2008-2012)
- Il commissario Voss (2013-2023)
- Il commissario Bergmann (2023-in corso)